# Королева Кристина (фильм)
«Королева Кристина» (англ. Queen Christina) — голливудский исторический фильм 1933 года со шведкой Гретой Гарбо в роли шведской королевы Кристины. Картину снял Рубен Мамулян.

## Сюжет
После гибели отца на шведский престол в 1632 году восходит его 6-летняя дочь Кристина. Проходит время. Несмотря на зрелый возраст и настояния советников, королева отказывается выходить замуж за своего кузена, героического принца Карла, и заявляет, что «умрёт холостяком». Она одевается как мужчина, гарцует в отъезжем поле и не стесняется целовать в губы свою подругу Эббу.
Однажды во время охоты Кристина инкогнито останавливается в переполненной постояльцами сельской таверне. За 3 талера (Кристина потом даёт 10) хозяин соглашается сдать ей последнюю комнату в доме. Однако через несколько минут в таверну прибывает молодой испанский посол, направленный ко двору королевы. Между ним и «молодым лордом» (Кристиной) завязывается беседа о прелести жизни в Испании. Хозяин предлагает двоим разделить комнату и постель…
Наутро слуга испанца приносит в комнату горячий шоколад для своего хозяина и «второго джентльмена». На его лице написано недоумение, когда господа отказываются показаться из-под балдахина. Из-за снежных заносов Кристина и посол не покидают комнату в течение трёх дней. Женщина мечтательно ласкает багровые кисти винограда, созревшего на ранчо Антонио (так зовут её любовника). Она не спеша обходит комнату и гладит все предметы, объясняя это тем, что ей придётся долго жить воспоминаниями об этой идиллии…
В разговоре с Антонио Кристина списывает свою привычку путешествовать в мужском платье ущемлённым положением женщин в своём поместье. Расставшись с ней, Антонио через несколько дней прибывает в Стокгольм и отправляется на аудиенцию в королевский дворец. Увидев свою возлюбленную восседающей на троне, он теряет дар речи. Шведские придворные встревожены близостью королевы с чужестранцем. В конце концов, Кристина отрекается от престола и уезжает с любимым в другую страну.
На дуэли с отставленным королевой фаворитом Антонио получает смертельное ранение. На борту корабля он умирает. Кристина требует, чтобы судно продолжило свой путь в Испанию, к заветному «домику на скале», который столько раз описывал ей Антонио. Заняв место на носу корабля наподобие кариатидной ростры, Гарбо смотрит прямо перед собой, а ветер развевает её волосы:

Она подходит к носу корабля и сливается с рострой — этот образ наверняка знаком вам по «Титанику». В то время как Ди Каприо начинает объясняться, Гарбо ничего не делает. Ничего не говорит. Ничто не меняется в её лице. Камера подбирается всё ближе и ближе. Перед нами идеал стоицизма: она переживает то, что выпало на её долю — глубоко внутри себя, не открываясь обществу. Она твёрдо решила оставаться самой собой.— Зэди Смит

## В ролях
- Грета Гарбо — Кристина, королева Швеции
- Джон Гилберт — Антонио Хосе Микеле де ла Прадо, граф Пиментель
- Льюис Стоун — Аксель Оксеншерна
- Ян Кейт — Магнус Габриэль Делагарди
- Обри Смит — Оге
- Реджинальд Оуэн — Карл X Густав
- Аким Тамиров — Педро (нет в титрах)
- Мюриэль Эванс — барменша в гостинице (нет в титрах)

## Значение

Влюблённый взгляд Греты Гарбо в знаменитой сцене обхода комнаты

Фильм был разрекламирован как возвращение Гарбо на большой экран после 18-месячного перерыва. Это был один из последних крупных голливудских проектов, завершённых до вступления в действие пуританского кодекса Хейса и потому не стеснявшихся комментировать такие темы, как продажная и однополая любовь.
Фильм вполне окупился, хотя и не оправдал прокатных ожиданий руководства студии Metro-Goldwyn-Mayer. Роль испанца Антонио стала предпоследней в карьере Джона Гилберта. Она пошла на спад после скандальной потасовки актёра с президентом студии Луисом Майером во время церемонии свадьбы Гарбо и Гилберта, сорванной из-за того, что актриса на неё не явилась.
Согласно энциклопедии allmovie, «Королева Кристина» за почти 80 лет, прошедших с премьеры, устарела гораздо меньше, чем другие фильмы сравнимого возраста. Аллюзии на эту ленту можно встретить во многих фильмах XXI века — у Питера Джексона в «Кинг-Конге», у Квентина Тарантино в «Убить Билла 2» и «Бесславных ублюдках», а также у Бертолуччи в «Мечтателях».